# Métropole de Zagreb et de Ljubljana
La métropole de Zagreb et de Ljubljana (en serbe cyrillique : Митрополија загребачко-љубљанска ; en serbe latin : Mitropolija zagrebačko-ljubljanska) est une circonscription de l'Église orthodoxe serbe. Elle a son siège à Zagreb et, en 2016, elle a à sa tête le métropolite Porfirije.

## Histoire

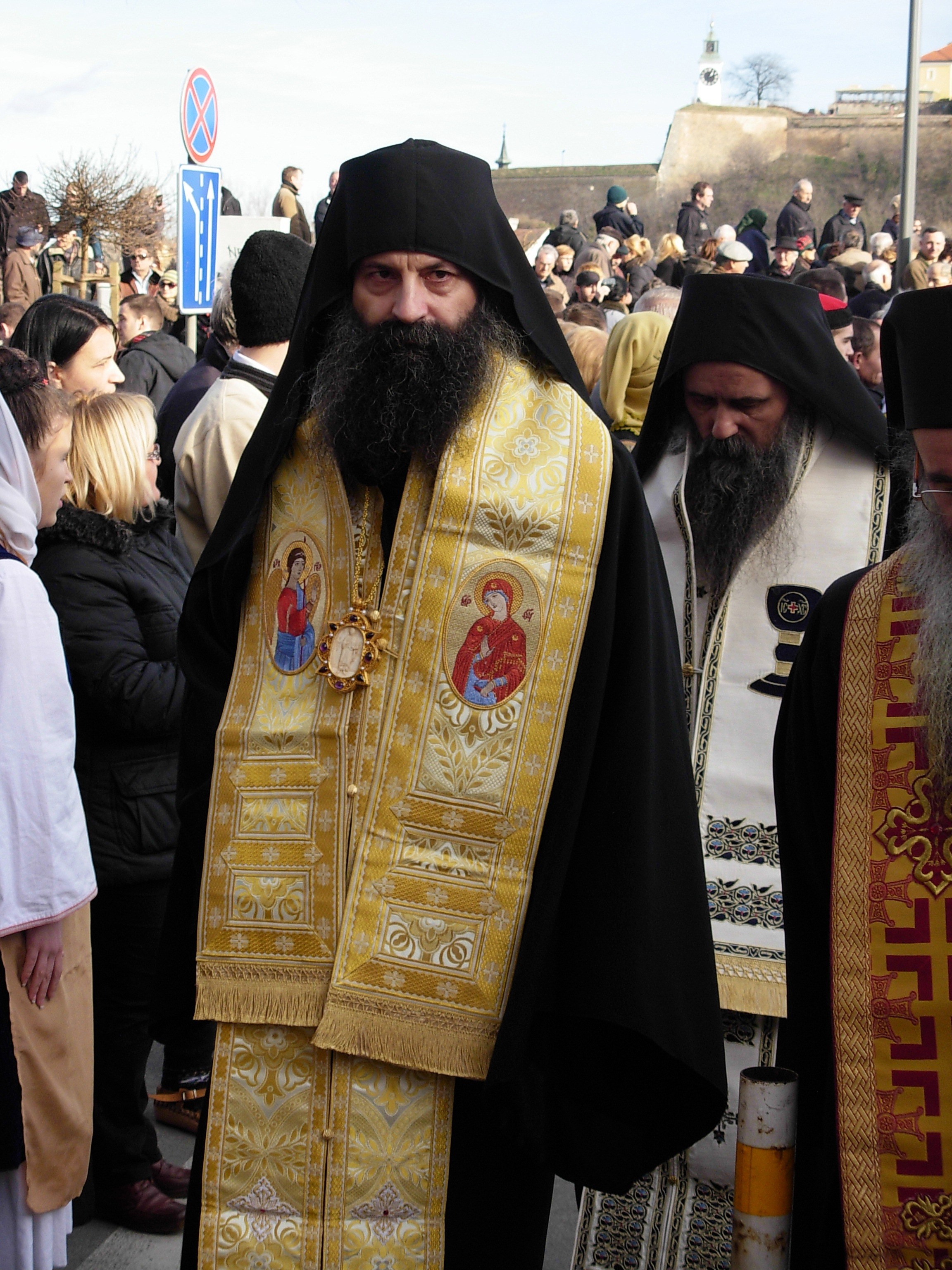
Le métropolite Porfirije lors du du massacre de Novi Sad

## Monastères
La métropole de Zagreb et de Ljubljana abrite les monastères suivants :
| Français                         | Serbe cyrillique     | Emplacement     | Datation    | Photo |
| -------------------------------- | -------------------- | --------------- | ----------- | ----- |
| Monastère de Bršljanac           | Манастир Бршљанац    | Moslavačka gora | 1715        |       |
| Monastère de Marča               | Манастир Марча       | Stara Marča     | XVIe siècle |       |
| Monastère de la Sainte-Parascève | Манастир Свете Петке | Zagreb          | 1936        |       |
| Monastère de Lepavina            | Манастир Лепавина    | Koprivnica      | Vers 1550   |       |